# Kaiserbär
Der Kaiserbär oder Trauerbär (Phragmatobia luctifera) ist ein Schmetterling (Nachtfalter) aus der Unterfamilie der Bärenspinner (Arctiinae).

## Merkmale
Der Falter erreicht eine Flügelspannweite von 35 bis 40 Millimetern. Sein Vorderflügel ist schwarz. Auch die Hinterflügel sind schwarz, nur die innere Seite hat einen schmalen orangen Streifen. Der Pelz um den Kopf und der Kopf selbst sind ebenfalls schwarz. Der Körper ist orange bzw. gelb und hat am Rücken schwarze Punkte.
Die Raupen sind schwarz mit einer orangeroten Rückenlinie.

## Vorkommen
Die Art kommt in sommertrockenen Gebieten von Mittel-, Ost- und Südeuropa vor. Sie lebt auf sonnigen und trockenen Felshängen, auf Magerrasen, Sandböden und Ackerbrachen, aber auch in lichten Wäldern und Parks.

### Gefährdung
Der Kaiserbär gilt in Hessen als unmittelbar vom Aussterben bedroht. In Sachsen gilt er als schwerwiegend bedroht. Der Kaiserbär ist einer der 69 akut vom Aussterben bedrohten Schmetterlinge Bayerns. Er befindet sich auch auf der Roten Liste Thüringens. Auf der Roten Liste des Umweltbundesamtes Deutschland wird er als stark gefährdet mit einer 20 % Aussterbewahrscheinlichkeit geführt.

## Nahrung der Raupen
Die Raupen ernähren sich polyphag von einer Vielzahl verschiedener Sträucher und krautiger Pflanzen wie z. B.:
- Brombeeren (Rubus spec.) wie z. B. Kratzbeere (Rubus caesius) und Echte Brombeere (Rubus fruticosus)
- Melden (Atriplex spec.)
- Raublattgewächse wie z. B. (Cynoglossum spec.)
- Spitzwegerich (Plantago lanceolata)

Unter Zuchtbedingungen fressen sie auch Löwenzahn (Taraxacum spec.). Sie überwintern als Puppe.